# Binarowa (gromada)
Binarowa – dawna gromada, czyli najmniejsza jednostka podziału terytorialnego Polskiej Rzeczypospolitej Ludowej w latach 1954–1972.
Gromady, z gromadzkimi radami narodowymi (GRN) jako organami władzy najniższego stopnia na wsi, funkcjonowały od reformy reorganizującej administrację wiejską przeprowadzonej jesienią 1954 do momentu ich zniesienia z dniem 1 stycznia 1973, tym samym wypierając organizację gminną w latach 1954–1972.
Gromadę Binarowa z siedzibą GRN w Binarowej utworzono – jako jedną z 8759 gromad na obszarze Polski – w powiecie gorlickim w woj. rzeszowskim na mocy uchwały nr 20/54 WRN w Rzeszowie z dnia 5 października 1954. W skład jednostki wszedł obszar dotychczasowej gromady Binarowa ze zniesionej gminy Biecz w tymże powiecie. Dla gromady ustalono 20 członków gromadzkiej rady narodowej.
1 stycznia 1960 do gromady Binarowa włączono obszary zniesionych gromad Strzeszyn i Grudna Kępska w tymże powiecie, po czym siedzibę gromady Binarowa przeniesiono do miasta Biecza (zachowując nazwę gromada Binarowa).
Gromada przetrwała do końca 1972 roku, czyli do kolejnej reformy gminnej.